# Shōfuku-ji (Nagasaki)
Pour les articles homonymes, voir Shōfuku-ji.
Shōfuku-ji (聖福寺) est un temple zen Ōbaku de la ville de Nagasaki au Japon. Son préfixe honoraire sangō est Manjusan (万寿山). Il a été fondé par Tetsushin Dōhan, petit fils d'Ingen, avec le soutien du Nagasaki bugyō et de marchands chinois. La construction s'est achevée en 1677.